# 諸羅十七莊
諸羅十七莊，係指明朝末年至清朝治臺初期首先設置於諸羅縣境內，已為移民開墾的北路村莊，其中的外九莊是漢族移民最早拓墾的聚落。

## 漢人入墾
明朝萬曆二年（1574），海盜林鳳被迫逃往東番魍港（今嘉義縣布袋鎮好美里），三年（1575）又被明軍所敗，再次遁入魍港，更前進到劈破甕（今嘉義縣水上鄉）。天啟元年（1621），顏思齊率眾侵占東番，以魍港爲根據地，與部眾分設十寨，便利於出獵海上。所謂十寨，應是多數之義，指清領初期所謂的「外九莊」一帶。諸羅縣首任知縣季麒光說：「台灣天末荒島．．。三代以來不通貢賦、不登記載，自海盜顏思齊竊踞其地，乃有台灣之名，而中國民實始居之。思齊死，紅彝因其餘眾，用以耕作，民番雜處，漸成殷阜。」 。
天啟五年（1625），鄭芝龍歸附顏思齊，同年七月顏思齊至諸羅山打獵返回，病卒。鄭芝龍繼為部眾首領，「外九莊」成為鄭的私有領地。崇禎元年（1628），鄭率所部降於明朝政府，離開臺灣。三年（1630）年荷蘭人勢力進入魍港，九年（1636）築菲立辛根碉堡（清時稱青峰闕炮台，即今布袋鎮好美里）。明永曆十五年（1661）四月，鄭成功登陸鹿耳門（今臺南市安南區顯宮里），次年二月攻佔熱蘭遮城（今安平古堡），結束荷蘭在臺灣的統治。鄭氏軍隊派至各地駐紮，一面開墾，一面守衛。康熙二十三年（1684），明鄭覆滅，清政府在台灣南部設一府三縣，臺灣府、臺灣縣、諸羅縣、鳳山縣。其中諸羅縣共轄四里、三十四社。而所謂「外九莊」，成為施琅家族的私有領地，不在編制內。

## 外九莊
鄭芝龍入墾臺灣事蹟，記載於黃宗羲所著《賜姓始末》一文，說崇禎元年至五年期間(1628-1632)，福建發生饑荒，巡撫請鄭想辦法，於是想出「三金一牛」理論，巡撫同意這個論調，以船舶搭載饑民數萬人東渡臺灣，分地耕種，並結有九個村落。一代大儒黃宗羲的論著說法較可疑的是「饑民數萬」及鄭入墾臺灣的時間點，與實際較不符合，但鄭於1625年至1628年曾為臺灣開墾的首領。在明鄭統治期間(1661年至1683年)，此所謂「外九莊」仍為鄭氏家族私有領地。清領之後，外九莊為施琅家族繼續佔有，其所收租稅、穀糧不必上繳朝廷。
清領初期的外九莊是大小槺榔莊、井水港莊、茅港尾莊、鹿仔草莊、龜佛山莊、南勢竹莊、大丘田莊、龜仔港莊、大奎璧莊。後官府接龜仔港莊、大奎璧莊，補入北新莊、土獅仔莊，即1717年《諸羅縣志》所記載的外九莊。

## 十七莊
清康熙二十三年(1684)，依《臺灣府志》記載，諸羅縣下轄里四、社三十四，並無莊的設置。
三十三年(1694)，依《重修臺灣府志》記載，諸羅縣下轄里四、莊十四、社四十，十四莊是指，新舊咯莊、大奎壁莊、下茄苳莊、井水港莊、鹿仔草莊、龜佛山莊、南勢竹莊、大坵田莊、龜仔港莊、槺榔莊、諸羅山莊、打貓莊、他裡霧莊、半線莊。
五十五年(1717)，依《諸羅縣志》記載，縣設四里九保十七莊，「十七莊」出現在史冊裡有其歷史意義，一是開墾人口及面積數量的增加，二是縣治重心移到諸羅山莊(今嘉義市正式登上政治舞臺 ，並於1704年創建臺灣首座城池)，另一是仍保有「外九莊」的雙重規制。除上述十四莊，新增加諸羅山莊、北新莊、土獅仔莊，後二者是替補外九莊。
雍正元年(1723)，以虎尾溪的北方，增設彰化縣、淡水廳。原半線莊移屬彰化縣。
乾隆五年(1740)，依《重修福建憂灣府志》及《重修臺灣府志》記載諸羅縣下轄里四、保七、「莊十七」。新增茅港尾莊。這是史冊最後關於十七莊記載。到了二十七年(1762)，依《續修臺灣府志》所記，舊四里、七保、十七莊，新增三十九保、一莊，即有四十五保、十八莊，增加臺仔挖莊。五十二年(1787)，諸羅縣改名嘉義縣，縣治諸羅山亦改名嘉義。
道光年間(1821-1850)，保下置莊，嘉義縣下轄四十一保，及數百個莊。
同治元年(1862)，依《臺灣府輿纂要》記錄，嘉義縣下轄保三十六，莊九三六。

## 先民足跡
關於明清先民開墾臺灣事跡或見於史冊，或私人筆記，或傳聞，有頗多爭議，如顏思齊登台地、十寨現今所在地。
（一）魍港，連橫於所著《臺灣通史》說「北港一名魍港，即今之笨港，地在雲林縣西」，認為在笨港（今雲林北港），現北港鎮西勢里亦立有「顏思齊開拓台灣登陸念碑」，但有學者以為荷蘭古地圖將Poonkan（笨港）及Wanckan（魍港）分別標示，此笨港非魍港（應在布袋鎮好美里）。
（二）十寨，有以為現址在今雲林縣水林鄉、北港鎮，但在1621年時這十個現址多還在海上；與「外九莊」的開墾過程及位置更為一致。